# Привреда Грузије
Економија Грузије је слободно тржиште у зачетку. Њен бруто домаћи производ нагло је пао након распада Совјетског Савеза, али се опоравио средином 2000-их, нагло растући, захваљујући економским и демократским реформама које је донела мирна револуција ружа. Грузија је наставила свој економски напредак од "преласка из скоро пропале државе 2003. године у релативно добро функционишућу тржишну привреду у 2014. години". Свјетска банка је 2007. године прогласила Грузију највећим свјетским економским реформатором, и досљедно је рангирала на врху љествице индекса лакоће пословања.
Грузијска привреда је подржана релативно слободном и транспарентном атмосфером у земљи. Према извјештају транспаренси интернационала из 2018. године, Грузија је најмање корумпирана земља у црноморском региону, надмашујући све своје најближе сусједе, као и оближње државе Европске уније. Са мешовитим медијским окружењем, Грузија је и једина земља у непосредном окружењу у којој се штампа сматра слободном.
Од 2014. године, Грузија је дио зоне слободне трговине Европске уније, при чему је ЕУ и даље највећи трговински партнер земље, што чини више од четвртине укупног трговинског промета Грузије. Након трговинског пакта са ЕУ, 2015. годину обиљежио је даљи раст билатералне трговине, док је трговина са заједницом независних држава (ЗНД) нагло опала.

## Историја
Прије 20. вијека Грузија је углавном имала аграрну привреду.
Модерна привреда Грузије се традиционално бавила туризмом Црног мора, узгојем цитруса, чаја и грожђа; рударењем мангана и бакра; као и великом индустријском производњом вина, метала, машина, хемикалија и текстила.
Као и многе постсовјетске земље, Грузија је прошла кроз период оштрог економског пада током деведесетих година, са високом инфлацијом и великим буџетским дефицитима, због сталне утаје пореза.  1996. буџетски дефицит Грузије порастао је за чак 6,2%. Током овог периода међународне финансијске институције играле су кључну улогу у буџетским прорачунима Грузије. Мултилатерални и билатерални стимуланси и кредити 1997. године износили су 116,4 милиона лари; 1998. године износили су 182,8 милиона лари.
Економски опоравак био је ометен сепаратистичким споровима у Абхазији и Јужној Осетији, отпору реформама од стране неких корумпираних и назадних фракција,  као и азијску финансијска криза из 1997. године. Под вођством председника Шеварднадзеа (на дужности 1995-2003), влада је ипак постигла одређени напредак у основним тржишним реформама: либерализовала је све цијене и већину трговине, увела стабилну националну валуту (лари) и масовно смањила број људи у влади.
Крајем деведесетих година више од 10.500 малих предузећа је приватизовано, иако је приватизација средњих и великих предузећа била спора, више од 1.200 средњих и великих предузећа постављена су као акционарска друштва. Законом и уредбом о успостављању правне основе и процедура за приватизацију државне имовине смањен је број компанија које контролише држава.
Сједињене Државе почеле су помагати Грузији у процесу реформи убрзо након што је земља стекла независност од Совјетског Савеза. Постепено, фокус се помјерао са хуманитарних на техничке програме и програме изградње институција. Пружање правних и техничких савјетника допуњено је могућностима обуке за парламентарце, припаднике органа реда као и економске савјетнике.

## Недавни макроекономски резултати
У последњих неколико година грузијска привреда је била једна од најбржих у постсовјетским државама. Од револуције ружа 2003. године, нова влада Грузије је спровела широке и свеобухватне реформе, које су дотакле све аспекте живота у држави. Економске реформе биле су усмјерене на либерализацију привреде и обезбјеђивање одрживог економског раста, заснованог на развоју приватног сектора. Успостављање атрактивног пословног окружења довело је до значајног прилива директних страних инвестиција у земљу, што је омогућило високу стопу економског раста .
Године 2013, Грузија се сврстала у првих десет земаља на међународном нивоу у Индексу просперитета енергетске сигурности на тржиштима у развоју, према чланку објављеном у новинама ЦИСТРАН Фајненс. Индекс идентификује земље у развоју које имају снажан потенцијал раста на основу енергетских резерви и БДП-а.
На основу економских реформи, грузијска привреда је диверсификована и показује тенденцију раста са просјечним 10% годишњег реалног раста БДП-а у периоду 2004-2007. Достигла је највиши ниво - 12,3% 2007. године. Свеукупно, током 2004-2007. Године, привреда Грузије се повећала за 35%.
Због реформи
и либерализације економске политике Грузија показује изузетну отпорност на спољне шокове - рат са Русијом 2008. и глобалну финансијску кризу. Упркос томе, 2008. године привреда Грузије порасла је за 2,3%. Након благог успоравања привреде у 2009. години (-3,8%) земља се брзо опоравила са 6,3% реалног раста БДП-а 2010. године. У 2011. години реални раст БДП-а достигао је 7,0%.
Стопа незапослености за 2010. је била 16,3% и смањена је са 16,9% у 2009. години 
Године 2013. годишња стопа инфлације у Грузији износила је 2,4%. Значајно је смањена након 11,2% у 2010. Раст стопе инфлације резултат је повећања цијена хране у свијету, а битан удио флуктуација инфлације дошао је на варијабилност цијена хране, с обзиром на то да је удио хране релативно висок у потрошачкој корпи Грузије.
Године 2011. ММФ је проценио биланс текућег рачуна Грузије од -1,489 милијарди долара. Грузија има умерене дефиците међу европским и транкавказким постсовјетским државама: 
| Ранг | Држава      | Тренутни биланс текућег рачуна као проценат БДП-а (2010) | Процене ММФ-а за 2011. годину |
| ---- | ----------- | -------------------------------------------------------- | ----------------------------- |
| 1    | Азербејџан  | 27.662                                                   | 22.664                        |
| 2    | Русија      | 4.807                                                    | 5.518                         |
| 3    | Украјина    | -2.091                                                   | -3.893                        |
| 4    | Јерменија   | -13.873                                                  | -11.697                       |
| 5    | Бјелорусија | -15.522                                                  | -13.442                       |
| 6    | Литванија   | 1.835                                                    | -1.860                        |
| 7    | Молдавија   | -8.300                                                   | -9.897                        |
| 8    | Естонија    | 3.565                                                    | 2.424                         |
| 9    | Грузија     | -9.618                                                   | -11.700                       |
| 10   | Летонија    | -22.938                                                  | -8.320                        |

Дефицити текућег рачуна је надокнађен снажним приливом страног капитала, који је омогућио да грузијска валута ојача.
Влада је успела да сачува финансијску стабилност захваљујући значајној помоћи коју су пружиле америчке и међународне институције. Аналитичари ЕБРД- а сматрају да ће значајна међународна финансијска подршка и дознаке од радника који живе у иностранству покрити дефицит текућег рачуна у средњем року. ММФ је позитивно оценио економску политику владе. 
|                                                  | 2008    | 2009    | 2010    | 2011    | 2012    | 2013    | 2014 * л | 2014 * лл |
| ------------------------------------------------ | ------- | ------- | ------- | ------- | ------- | ------- | -------- | --------- |
| БДП по текућим цијенама, мил. ГЕЛ                | 19074.9 | 17986.0 | 20743.4 | 24344.0 | 26167.3 | 26847.4 | 6307.2   | 7162.8    |
| БДП у сталним цијенама за 2003. годину, мил. ГЕЛ | 12555.3 | 12085.5 | 1235.0  | 13757.2 | 14637.7 | 15123.7 | 3504.1   | 3919.4    |
| Реални раст БДП-а, у процентима                  | 2.6     | -3.7    | 6.2     | 7.2     | 6.4     | 3.3     | 7.2      | 5.2       |
| БДП дефлатор, проценат                           | 9.4     | -2.0    | 8.6     | 9.5     | 1.0     | -0.7    | 1.9      | 4.0       |
| БДП по глави становника (по текућим ценама), ГЕЛ | 4352.9  | 4101.3  | 4675.7  | 5447.1  | 5818.1  | 5987.6  | 1404.6   | 1595.1    |
| БДП по глави становника (у текућим ценама), УСД  | 2921.1  | 2455.2  | 2623.0  | 3230.7  | 3523.4  | 3599.6  | 802.9    | 905.0     |
| БДП по текућим цијенама, мил. долар              | 12800.5 | 10767.1 | 11636.5 | 14438.5 | 15846.8 | 16139.9 | 3605.3   | 4064.1    |

## Директне стране инвестиције у Грузији
Велики приливи директних страних инвестиција (ДСИ) били су покретачки фактор брзог економског раста у Грузији од 2003. године.
Привлачан и либералан инвестициони амбијент као и равноправан приступ домаћим и страним инвеститорима чине земљу атрактивном дестинацијом за директне стране инвестиције.
Стабилан економски развој, либерална и тржишно оријентисана економска политика, само 6 пореза као и смањена пореска стопа, смањен број лиценци и дозвола, драматично поједностављене административне процедуре, преференцијални трговински режими са страним земљама, повољан географски положај, добро развијен, интегрисана и мултимодална транспортна инфраструктура, образована, квалификована и конкурентна радна снага представља солидну основу за успешно пословање у Грузији.
Од 2003 до 2011, ДСИ у Грузији износиле су 511,5 милиона долара. Највећи обим ДСИ - 2.015,0 милиона америчких долара остварен је у 2007. години, са 69,3% годишњим растом. Висока стопа инвестиција је задржана до 2008. године. 2009. године прилив директних страних инвестиција био је карактеристичан по опадајућем тренду. Главни разлози смањења били су екстерни шокови - руско-грузијски рат и утицаји глобалне финансијске кризе. 
- У периоду 2009-2011 највеће учешће ДСИ у сектору индустрије (31,2) износило је 765 милијарди долара, сектор некретнина (15,8%) у износу од 389 милијарди долара.[25]

Табела у наставку приказује ДСИ као проценат БДП-а у одабраним постсовјетским земљама. За статистичке сврхе, ДСИ се дефинишу као страна компанија која поседује 10% или више редовних акција уграђене фирме или њен еквивалент за неинкорпорисану фирму.
| Ранг | Држава      | Стање ДСИ као проценат БДП-а (2010) |
| ---- | ----------- | ----------------------------------- |
| 1    | Естонија    | 85,6                                |
| 2    | Грузија     | 67,1                                |
| 3    | Казахстан   | 61,1                                |
| 4    | Украјина    | 42,5                                |
| 5    | Русија      | 28,7                                |
| 6    | Јерменија   | 18,5                                |
| 7    | Бјелорусија | 18,3                                |

Стране директне инвестиције у Грузији по годинама. 
| Година | Износ (у мил. УСД) |
| ------ | ------------------ |
| 2000   | 131.2              |
| 2001   | 109.8              |
| 2002   | 167.3              |
| 2003   | 340                |
| 2004   | 499.1              |
| 2005   | 449.7              |
| 2006   | 1100               |
| 2007   | 2010               |
| 2008   | 1500               |
| 2009   | 658.4              |
| 2010   | 814                |
| 2011   | 1111               |
| 2012   | 865                |
| 2013   | 914                |
| 2014   | 1750               |
| 2015   | 1564               |
| 2016   | 1565.9             |
| 2017   | 751 (јануар – јун) |

## Трговина
Од 2014. године, Грузија је дио зоне слободне трговине Европске уније, при чему је ЕУ и даље највећи трговински партнер земље, што чини више од четвртине укупног трговинског промета Грузије. Након трговинског пакта са ЕУ, 2015. годину обиљежио је даљи раст билатералне трговине, док је трговина са заједницом независних држава (ЦНД) под водством Русије смањена за 22%.
Од 2015. године, по реду величине, главни извоз Грузије је био: бакарна руда и концентрати, феролегуре, љешник, лијекови, азотна ђубрива, вино, сирова нафта, минерална вода, неденатурирани етанол и алкохолна пића.
У 2015. години, главни увоз Грузије, по реду величине, били су: нафтни производи, возила, угљоводоници, руде бакра и концентрати, мобилни телефони и други бежични телефони, пшеница, цигарете, гвоздене цеви, конструкције и делови од гвожђа.

## Међународни трансфер новца
Дознаке из иностранства у Грузију 2011. године износио је рекордних 1,26 милијарди долара, што је за 20,5% више у односу на 2010. годину, према подацима које је објавила централна банка Грузије. Трансфер новца из Русије, који је већ годинама била највећи извор дознака за Грузију, износио је 655,2 милиона америчких долара 2011. године.
Међу осталим највећим изворима дознака за Грузију су: Грчка са 144,6 милиона долара 2011. године, затим Италија - 109,1 милиона долара; Сједињене Државе - 75,5 милиона долара; Украјина - 52,4 милиона долара; Шпанија - 30,9 милиона долара; Турска - 27,6 милиона долара; Казахстан - 26,1 милион долара; Уједињено Краљевство - 14,6 милиона долара; Израел - 14,3 милиона долара; Индија - 13,2 милиона долара и Њемачка - 12,9 милиона долара.

## Институционалне реформе
Под управом Сакашвилија, Грузија је подузела бројне дубоке институционалне реформе усмјерене ка модернизацији привреде и побољшању пословне климе. Какха Бендукидзе (1956—2014) је био један од најзначајнијих чланова тима током његовог мандата, управљајући министарством економских реформи Грузије. Имплементиране институционалне реформе створиле су ефикасан, професионалан и транспарентан јавни сектор, мотивисан да штити принципе демократије. Због политике дерегулације привреде, број државних регулаторних области је нагло опао, као и поједностављене процедуре регулације.
Грузија је направила значајне помаке у борби против корупције, што је била једна од главних препрека развоју. Успех Грузије је признат од стране различитих рејтинг агенција. Према Транспаренси интернешонал, Грузија је прва земља у постсовјетском региону у борби против корупције. Према Индексу перцепције корупције који је објавио Транспаренси интернашионал, Грузија је 2014. године заузела 50. мјесто  (у односу на 113. у 2004). "Глобални барометар корупције 2010" сврстава Грузију на прво место међу земљама света у смислу смањења нивоа корупције. Према Анкети о перцепцији пословања Међународне финансијске корпорације 2012. само 0,11% анкетираних (1 испитаник од 920) је корупцију сматрало проблемом у односима с јавним организацијама.
Грузија има најлибералнију пореску политику у Европи. Број пореза је смањен са 21 на само 6, смањене су и пореске стопе. Поред тога, спроведене су значајне процедуралне и институционалне реформе - успостављен је поједностављен систем порезних спорова, порески систем је поједностављен и већина пореза тренутно се плаћа преко интернета.
Због царинске реформе царинске процедуре су драматично поједностављене. Реформа царинских тарифа значајно је поједноставила и оштро смањила трошкове везане за спољну трговину. Број увозних тарифа је укинут на око 90% производа и постоје само 3 тарифне стопе умјесто претходних 16. Тренутно 86% тарифних линија је ослобођено царине у поређењу са 26% у 2005. години. Успостављене су модерне царинске зоне и једноставније процедуре царињења могу се обавити за само 15 минута.
Модернизација система лиценци и дозвола резултирала је смањењем броја лиценци и дозвола као и поједностављењем административних процедура.
Приватизација државне имовине - од 2004. године, обезбјеђење транспарентну политику приватизације која је била једна од важних реформи владе Грузије. Она је усмјерена на денационализацију преостале државне имовине у циљу привлачења страних улагања, повећања и развоја приватног сектора као и ефикасног коришћења ресурса земље.
Либерално радно законодавство поједноставило је односе између послодаваца и запослених. Као резултат реформе, "Херитиџ Фаундејшон" и други аналитички центри назвали су Грузијски закон о раду као један од најлибералнијих у свијету, јер је значајно смањио трошкове запошљавања и отпуштања.
Грузија нуди најједноставније процедуре за регистрацију бизниса, имовине, за добијање различитих докумената преко "институција једне посјете", гдје се већина поступака може обавити преко интернета. Извештај Дуинг Бизнис 2012 (СБ) ставља Грузију на 16. место у смислу индекса лакоће пословања (у односу на 112 у 2006), наводећи Грузију као најбољег реформатора међу 174 земље у последњих 5 година. Грузија је међу лидерима у другим рејтинзима, наиме, регистрација имовине - прво место; Добијање грађевинских дозвола - 4. мјесто, покретање бизниса - 7. мјесто; Добијање кредита - 8. место.

### Регулатива за лиценцирање
Због реформе система лиценци и дозвола, број лиценци и дозвола смањен је за 90%. Тренутно се лиценце и дозволе користе само у производњи високо ризичних роба и услуга; при коришћењу природних ресурса и специфичних активности. Значајно су поједностављене процедуре издавања лиценци и дозвола, уведена су начела "све на једном мјесту" и "тишина је сагласност", што подразумијева да, ако особа није обавијештена о одбијању образложења о издавању лиценце у одређеном оквиру, сматра се да је дозвола издате од релевантног органа.
Процедуре за добијање грађевинских дозвола су драматично поједностављене и захтијевају само 3 процедуре. Вријеме за добијање грађевинских дозвола је такође знатно смањено. Према Дуинг Бизнис 2012 (Свјетске Банке) Грузија је најуспјешнија у региону Источне Европе и Централне Азије (ЕЦА) и заузима 4. мјесто у свијету. Број процедура и дана, трошак (% дохотка по глави становника) је много нижи него у ЕЦА региону и земљама ОЕЦД-а.
Ствари су се промијениле након што је 2005. године уведен нови закон о издавању лиценци и дозвола. Процес одобравања изградње складишта у Грузији је сада ефикаснији него у скоро свим земљама ЕУ, осим у Данској.

### Наплата пореза
Од јануара 2011. године ступио је на снагу нови порезни закон. Он обједињује старе пореске и царинске кодексе. Нови порески законик повећао је повјерење према грузијском пореском систему и повећао повјерење у грузијске пореске власти, побољшањем комуникације између порезних обвезника и пореских власти, заштитом права пореских обвезника, повећањем ефикасности управе и усклађивањем грузијских закона и најбоље међународне пореске праксе као и директиве ЕУ.
Само 6 пореза постоји у Грузији са законским порезним стопама: порез на доходак (порез на лични доходак) 20%; порез на добит (корпоративни порез) - 15%; порез на додату вредност - 18%; акциза - варира; порез на имовину до 1% од процењене вредности имовине; царинска такса - 0%; 5%; 12%. Поред тога, извршене су значајне процедуралне и институционалне реформе, поједностављено рјешавање порезних спорова, поједностављена пореска администрација и смањено вријеме и трошкови плаћања пореза. Грузија је олакшала плаћање пореза фирмама тако што је поједноставила процедуру за пријаву пореза на додату вриједност и увела електронско попуњавање и плаћање пореза.
Број увозних тарифа је укинут на око 90% производа и постоје само 3 тарифне стопе (0%, 5%, 12%) умјесто претходних 16. Грузија је поставила порезе на увоз само неколико врста пољопривредних и индустријских производа. Поред тога, не постоје квантитативна ограничења (квоте) на увоз и извоз.

### Регулација рада
Са незапосленошћу од око 16% и многим пословима у неформалном сектору, Грузија је предузела далекосежну реформу регулације рада. Нови Закон о раду усвојен је 17. децембра 2010. године. Нови закон ублажава ограничења у погледу трајања уговора о раду и броја сати прековременог рада и одбацује премије потребне за прековремени рад. Такође, елиминише се обавеза обавештавања и добијање дозволе од синдиката за отпуштање вишка радника. Новим законом предвиђена је отпремнина од најмање мјесец дана, замјењујући сложена правила по којима су обавезни рокови за отказивање зависили од дужине стажа, а менаџер је морао написати дуга објашњења синдикатима и надлежном министарству. Генерално, нова регулатива грузијско тржиште рада чини много флексибилнијим.
Заједно са чињеницом да је Грузија такође смањила доприносе за социјално осигурање плаћене од стране бизниса са 31% на 20% у 2005. години, и укинула их у целости почевши од јануара 2008. године, ове промене чине Грузију шестом најлакшом местом за запошљавање радника широм света.

### Судски поступак
Смањење корупције у судовима био је један од главних приоритета нове владе. Од 2004. године, када је дошла администрација Сакашвилија, седам судија је притворено због примања мита и 15 је изведено пред криминални суд. Само у 2005. години судско дисциплинско вијеће је разматрало случајеве против 99 судија, око 40% судства, а 12 судија је отпуштено. Истовремено, плате судија су повећане четири пута, како би се смањила зависност од мита. 
Према Глобал Проперти Гајд индексу, Грузија тренутно држи 40 бодова од 100. То значи: “Судски систем је веома неефикасан, а одлагања су толико дуга да одбијају употребу судског система. Корупција је присутна, а судство је под утицајем других ограна власти. Експропријација је могућа."  Неке незадовољне реакције у вези са правосудним системом могу се наћи међу грузијским веб страницама, иако је њихова истинитост контроверзна.

## Незапосленост
Незапосленост је константан проблем у Грузији од када је земља стекла независност 1991. године. Према подацима Државног завода за статистику (Грузије) стопа незапослености у 2011. години износила је 15,1% и смањена је са 16,3% у 2010. У 2014. години стопа незапослености пала је на 13,7%
Скоро половина становништва Грузије живи у руралним подручјима, гдје је пољопривреда ниског интензитета довољна за живот. Грузијска служба за статистику ставља појединце у категорију самозапослених радника. Од 2007. године 416,900 особа је било пријављено као самозапослени у пољопривреди. За велике породице, главе домаћинстава се типично описују као "индивидуални предузетници", чланови породице који помажу у обради земљишта су класификовани као "неплаћени породични радници". Употреба ове методологије даје релативно ниске стопе незапослености за рурална подручја, за разлику од урбаних подручјима као што је Тибилиси.
|                                                  | 2005   | 2006   | 2007   | 2008   | 2009   | 2010   | 2011   | 2012   | 2013   | 2014   | 2015   |
| ------------------------------------------------ | ------ | ------ | ------ | ------ | ------ | ------ | ------ | ------ | ------ | ------ | ------ |
| Активно становништво (радна снага), хиљада особа | 2023.9 | 2021.8 | 1965.3 | 1917.8 | 1991.8 | 1944.9 | 1959.3 | 2029.1 | 2003.9 | 1991.1 | 2021.5 |
| Запослени, хиљаде особа                          | 1744.6 | 1747.3 | 1704.3 | 1601.9 | 1656.1 | 1628.1 | 1664.2 | 1724.0 | 1712.1 | 1745.2 | 1779.9 |
| Незапослени, хиљаде особа                        | 279.3  | 274.5  | 261.0  | 315.8  | 335.6  | 316.9  | 295.1  | 305.1  | 291.8  | 246.0  | 241.6  |
| Стопа незапослености, проценат                   | 13.8   | 13.6   | 13.3   | 16.5   | 16.9   | 16.3   | 15.1   | 15.0   | 14.6   | 12.4   | 12.0   |

## Структура привреде

### Енергија
Последњих година Грузија је потпуно дерегулисала свој сектор електричне енергије, а сада постоји слободан и отворен приступ тржишту.
Грузија има значајан хидроелектрични капацитет, фактор који је постао све важнија компонента његових енергетских залиха и политика. Топографија земље и богатство хидроенергетских ресурса дају јој озбиљан потенцијал да доминира на тржиштима хидроелектрана у региону Кавказа. Грузијско министарство енергетике процјењује да на грузијској територији има око 26.000 ријека, од којих је око 300 ријека значајно у смислу производње енергије. Министарство такође тврди да садашњи пројекти за хидроелектране износе око 2,4 милијарде долара. Алекандер Кхетагури, бивши грузијски министар енергетике, предложио је нове хидроелектране пројекте вриједне преко 22.000 мегавата капацитета, које би коштале преко 40 милијарди долара и које би се приватно финансирале. Само ови пројекти претворили би Грузију у другог највећег свјетског произвођача хидроенергије.  
Грузија је 2007. године произвела 8,34 милијарде киловат-сати електричне енергије, док је потрошила 8,15 милијарди киловат-сати. Већина производње електричне енергије у Грузији долази из хидроелектрана. 2005. године земља је произвела 6,17 милијарди киловат-сати хидроенергије, или 86% укупне производње електричне енергије. 2006. године брзи раст производње хидроелектрана (за 27%) био је праћен једнако снажним растом термичке енергије (за 28%). Од тада је удио хидроенергије још већи, када је електрана Ингури достигла пуни капацитет у новембру 2007. Поред државне електране Ингури, која има капацитет од 1.300 мегавата, грузијска хидроелектрична инфраструктура састоји се од многих малих приватних постројења.
Последњих година, Грузија је постала главни извозник електричне енергије у региону, извозећи 1,3 милијарде киловат-сати у 2010. години. Хидроелектране Грузије производе 80-85% електричне енергије која се користи у земљи, а преосталих 15-20% производе термоелектране. Према Министарству енергетике и природних ресурса, до сада је Грузија искористила само 18% свог потенцијалног хидроенергетског ресурса.
Ослањање Грузије на хидроенергију оставља земљу рањивом на климатске флуктуације, што захтијева да увоз буде у складу са сезонским несташицама, али и отвара могућност извоза у влажнијим условима. Грузија још увијек има потенцијал да повећа хидроенергију, кроз обнову постојећих објеката, као и изградњу нових хидроелектрана.
Једна од тешких реалности с којом се суочавају многе бивше совјетске републике била је губитак совјетских трансфера горива и комуналних услуга. Прије 2004. године, грузијска преносна мрежа била је у критичном стању, с нестанком струје у цијелој земљи. Као одговор на растуће притиске, грузијска влада покренула је низ законских реформи 1998. и 1999. године како би почела да развија енергетски сектор и тржишта електричне енергије. Иако су предузете мере за раздвајање и либерализацију енергетског сектора, израђен је нови закон и формирано је грузијско независно регулаторно тијело, Грузијска национална регулаторна комисија за енергију (ГНЕРЦ) . Поред владиних субвенција, ГНЕРЦ је успио повећати цијене електричне енергије и природног гаса у Грузији како би ублажио трошкове опоравка од државног процеса реформе. Након ових реформи, дистрибуција је била све поузданија, приближавајући се сталним 24-сатним услугама дневно. Извршена су и улагања у инфраструктуру. Тренутно, Енерго-Про Грузија у приватном власништву контролише 62,5% тржишта дистрибуције електричном енергијом.
Грузија има далеководе којим повезује своју електричну мрежу са Русијом, Турском, Арменијом и Азербејџаном. У јулу 2008. године Грузија је почела да извози електричну енергију у Русију преко Кавкасионијевог далековода. Касније 2009. године, грузијски министар енергетике Алекандер Кхетагури изазвао је скандал због пословног договора са руском енергетском компанијом Интер РАО, која ће 10 година заједнички управљати грузијском хидроелектраном Ингури. Хетагуријев предлог би подразумевао прилив готовине од око 9 милиона долара у Грузију за коришћење постројења. Међутим, напетост је порасла, јер хидроелектрана Ингури обезбеђује скоро 40 до 50% електричне енергије у земљи и налази се на административној граници руске регије Абхазије.
Потрошња природног гаса у Грузији износила је 1,8 милијарди кубних метара у 2007. години. Русија је испоручивала природни гас у Грузију. Последњих година, међутим, Грузија је успела да елиминише своју зависност од увоза из Русије, захваљујући повећаној производњи хидроенергије и доступности извора природног гаса из Азербејџана. Поред тога, сав извоз руског гаса у Јерменију пролази кроз грузијски гасоводни систем. Грузија узима 10% тог гаса као транзитну таксу.
Грузија је земља партнер ЕУ ИНОГАТЕ енергетског програма, који има четири кључне теме: повећање енергетске сигурности, приближавање енергетских тржишта држава чланица на основу принципа унутрашњег енергетског тржишта ЕУ, подршка одрживом енергетском развоју и привлачење инвестиција за енергетске пројекте заједнички и регионални интерес.

### Пољопривреда
Тренутно око 55% укупне радне снаге је запослено у пољопривреди, иако већина њих се бави пољопривредом да би преживјела.
Грузијска пољопривредна производња почиње да се опоравља након разарања узрокованог грађанским немирима и неопходним реструктурирањем након распада Совјетског Савеза. Сточарска производња почиње да се опоравља, иако се и даље суочава са мањим и спорадичним епидемијама болести. Домаћа производња житарица је у порасту, а влада улаже у побољшање инфраструктуре како би осигурала одговарајућу дистрибуцију и приходе пољопривредницима. Производња чајева, љешника и цитруса знатно је погођена сукобом у Абхазији, кључном подручју за садњу ових усјева.
Приближно 7% грузијског БДП-а (2011) генерише аграрни сектор.
Виноградарство и винарство су најважнија подручја грузијске пољопривреде. У Грузији се узгаја више од 450 врста локалног вина, а земља се сматра једним од најстаријих места производње врхунских вина на свету. Русија је традиционално највеће извозно тржиште за грузијско вино. То се, међутим, промијенило 2006. године, када је Русија забранила увоз вина и минералне воде из Грузије, чему су претходиле изјаве грузијских владиних званичника о захтјевима руског тржишта за ниским квалитетом. Од тада су грузијски произвођачи вина се боре да задрже производњу и пробају се пробити се на нова тржишта.
Године 2011. Грузија је продала вино у укупном износу од 54 милиона долара у 48 земаља и алкохолна пића у укупном износу од 68 милиона долара у 32 земље. Виногради и алкохолна пића налазе се на листи 10 најзначајнијих извозних производа, са удјелом од 2,5% и 3,1%. Према Националној агенцији за вино Грузије извоз грузијског вина се повећава. Извоз вина 2011. године већи је за 109% у односу на извоз из 2007. године. Према подацима из 2012. године, Грузија тргује вином са 43 земље и продаје преко 23 милиона боца. Највећи извозни партнери за Грузију у винској индустрији су Украјина (47,3% извоза вина), Казахстан (18,9%) и Бјелорусија (6,9%). У 2011. години извоз вина, минералних вода и алкохолних пића премашио је извоз претходних година од 2006. године. Грузија је богата изворским водама и производња минералних вода је једна од главних сфера индустрије. Извоз минералних вода у 2011. години износио је 48 милиона долара у 35 земаља. Учешће минералне воде у укупном извозу износи 2,1%. Индустрија прехрамбене производње се развија у складу са примарном пољопривредном производњом, а извоз прерађених производа из године у годину расте. Извоз орашастих плодова чинио је око 6% грузијског извоза (2011) и спада међу 10 најбољих извозних робних производа у укупном износу од 130 милиона долара. Орашасти плодови извозе се у 53 земље.
Рурална популација као проценат укупне популације у Грузији 2011. године износила је 48,2% и смањила се на 46,3% у 2014.

### Туризам
Туризам у Грузији је један од најбрже растућих сектора локалне привреде, који има велики потенцијал за даљи развој. Током протеклих година број посјетилаца у Грузији значајно је повећан и доприноси расту осталих сектора везаних за туризам. 2011. године, више од 3 милиона људи посјетило је Грузију што је за 40% више него 2010. године  Како би се подстакао развој туристичког сектора, влада Грузије улаже значајна средства у развој транспорта и основне инфраструктуре, реновирање и развој туристичких дестинација, што је стимуланс за генерисање приватних инвестиција. У 2011. години укупна зарада туристичких услуга порасла је за 77% у односу на 2006. годину и чинила је 7,1% укупне зараде привреде.
Следећа табела приказује првих пет земаља за долазни туризам у Грузији.
| Првих пет - држава | 2013 - посјета | 2014 - посјета | Промјена у процентима |
| ------------------ | -------------- | -------------- | --------------------- |
| Турска             | 1 248 748      | 1 109 032      | -11.19%               |
| Азербејџан         | 789 918        | 974 313        | 23.34%                |
| Арменија           | 940 187        | 939 312        | -0.09%                |
| Русија             | 597 606        | 639 985        | 7.09%                 |
| Украјина           | 93 968         | 113 785        | 21.09%                |
| Остали             | 429 269        | 411 168        | -4.22%                |
| Укупно             | 4 099 696      | 4 187 595      | 2.14%                 |

### Логистика
Грузија је једна од кључних чланица међународног програма ТРАЦЕЦА због своје важне географске и политичке локације. Будући да се налази у непосредној близини Европе и Азије, у блиској будућности, земља би требало да постане прометно средиште модерног пута свиле. Грузијски медији су 11. марта 2015. године изјавили да су кинеске и грузијске компаније постигле споразум у Пекингу у вези са развојем дубокоморске луке у Анаклији, која је кључна за руту ТРАЦЕЦА . Лука ће бити изграђена на парцели од преко 1.000 хектара и имаће приступ дубоком морском кањону. ССА Марине из САД је касније коначно изабран да инвестира и управља контејнерским терминалом Анаклија Дип Си Порт у Грузији потписивањем споразума са Анаклија развојним конзорцијумом 1. августа 2017.
Први воз са 82 контејнера и 41 платформом стигао је из Кине у Баку, Азербејџан 28. јула. Планира се да се први пут вози преко Грузије до Истанбула у септембру 2015. године. Железница Баку – Тбилиси – Карс је почела да ради 30. октобра 2017.
Реизвоз возила који је један од извора прихода за Грузију је значајно смањен током тагнације2 014-2015, што се највише примећује у Азербејџану: постало је 5,1 пута мање (на 10 337 возила) у односу на претходну годину.

### Финансије
Као и већина других постсовјетских земаља, у грузијском финансијском сектору доминирају банке. Од 2015. године било је 21 комерцијалних банака, од којих је 5 великих банака контролисало већину финансијских средстава. Постоје неки велики изазови са којима се суочава банкарски сектор. На примјер, банке играју ограничену улогу у финансирању реалне привреде и инвестирању у активности које су потребне за стабилизацију трајне трговине у земљи.

## Индекс људског развоја Грузије
Индекс људског развоја је композитна статистика о очекиваном трајању живота, образовању и индексима прихода који се користе за рангирање земаља у четири нивоа људског развоја. Вредност ИЉР Грузије за 2012 годину је 0,745 - у категорији високог људског развоја - позиционирајући земљу на 72 од 187 земаља и територија. Ранг дијели са Домиником, Либаном и Светим Китсом и Невисом. Између 2005. и 2012. године, Грузија је повећала ИЉР са 0,713 на 0,745, што је повећање од 5% или просјечно годишње повећање од око 0,6%. Ранг Грузије за ИЉР за 2011. на основу расположивих података у 2012. години и метода коришћених у 2012. био је - 75 од 187 земаља. У ИЉР-у за 2011. годину, Грузија је била рангирана на 75. мјесту од 187 земаља. Међутим, погрешно је упоређивати вриједности и рангирање с онима из претходно објављених извјештаја, јер су се подаци и методе које су се налазили промијениле.
|      | Очекивано трајање живота на рођењу | Очекиване године школовања | Средње године школовања | БНД по становнику (2005 ППП $) | ХДИ вредност |
| ---- | ---------------------------------- | -------------------------- | ----------------------- | ------------------------------ | ------------ |
| 1980 | 69.7                               | 12.9                       | непознато               | 6849                           | непознато    |
| 1985 | 70                                 | 12.9                       | непознато               | 8136                           | непознато    |
| 1990 | 70.5                               | 12.9                       | непознато               | 6134                           | непознато    |
| 1995 | 70.7                               | 10.9                       | непознато               | 1684                           | непознато    |
| 2000 | 71.8                               | 11.7                       | непознато               | 2064                           | непознато    |
| 2005 | 72.8                               | 12.5                       | 12.1                    | 3650                           | 0.713        |
| 2010 | 73.5                               | 13.2                       | 12.1                    | 4460                           | 0.735        |
| 2011 | 73.7                               | 13.2                       | 12.1                    | 4727                           | 0.740        |
| 2012 | 73.9                               | 13.2                       | 12.1                    | 5005                           | 0.745        |